# Laila Macharia
Laila Macharia là một doanh nhân người Kenya. Bà là giám đốc không điều hành tại Ngân hàng Barclays Kenya và tại Centum, cả hai đều có trụ sở ở Nairobi, Kenya.

## Tiểu sử
Macharia là một doanh nhân nối tiếp và là nhà đầu tư thiên thần, ủng hộ các doanh nhân tiềm năng trong lĩnh vực giáo dục, y tế, công nghệ tài chính và các giải pháp dữ liệu.
Macharia sinh ra ở Nairobi, Kenya và lớn lên ở Kenya, Somalia và Namibia. Ở tuổi 18, bà chuyển đến Hoa Kỳ một nơi bà sống cho đến khi trở về Đông Phi vào năm 2003.
Từ năm 2007 đến năm 2014, Macharia là Giám đốc điều hành sáng lập của Scion Real, một công ty đầu tư tập trung vào phát triển đô thị ở châu Phi.
Công ty cung cấp các giải pháp đầu tư cho các nhà đầu tư tổ chức và các tập đoàn đa quốc gia mở rộng vào và trong Châu Phi. Trụ sở chính đặt tại Nairobi, Kenya, Scion Real cung cấp tư vấn giao dịch cho chính phủ Guinea, Kenya, Rwanda và Nam Sudan trong lĩnh vực quan hệ đối tác công-tư đối với nhà ở và cơ sở hạ tầng đô thị.
Đối với các dự án tư nhân, Scion Real đã huy động các cam kết tài trợ hơn 30 triệu USD. Năm 2013, Scion Real được bổ nhiệm làm cơ hội đầu tư cho Konza Technology City. Công ty cũng đang làm việc trên một dự án của Ngân hàng Thế giới xác định các cơ hội đầu tư của khu vực tư nhân trong các ga đường sắt đi lại được lên kế hoạch theo Nairobi Metro 2030.
Trước khi thành lập Scion Real, Macharia quản lý danh mục đầu tư và giao dịch với các tổ chức ở Châu Phi và Hoa Kỳ. Kinh nghiệm của bà bao gồm làm việc tại văn phòng New York của Clifford Chance với tư cách là một cộng sự của công ty.
Tại đây, bà đã phối hợp một chương trình tài trợ đa trái phiếu trị giá 5 tỉ đô la Mỹ và hỗ trợ một chương trình trị giá 4 tỷ đô la Mỹ tương tự phát hành chứng khoán trên các sàn giao dịch New York, Luxembourg và Tokyo Stock Exchange. Macharia cũng quản lý một danh mục đầu tư tài trợ toàn Châu Phi tại Quỹ Toàn cầu cho Phụ nữ ở Palo Alto, California.
Vào năm 2013, Macharia gia nhập Hội đồng quản trị của Công ty TNHH Đầu tư Centum, công ty cổ phần tư nhân lớn nhất Đông Phi với nhiều lĩnh vực bao gồm y tế, giáo dục, năng lượng tái tạo, dịch vụ tài chính, bất động sản và hàng tiêu dùng nhanh.
Cho đến khi từ chức vào tháng 8 năm 2016, Macharia là Phó Chủ tịch được bầu của Liên minh khu vực tư nhân Kenya. KEPSA là khu vực kinh doanh lớn nhất trong khu vực, một liên đoàn ô bao gồm Liên đoàn các nhà tuyển dụng Kenya, Hiệp hội các ngân hàng Kenya và Hiệp hội các nhà sản xuất Kenya.
Macharia đã làm việc trong một thập kỷ trong khuôn khổ KEPSA và hơn nữa, hỗ trợ phát triển thị trường và cải cách ngành tiến bộ cùng với các bên liên quan từ các ngành, các quốc gia khác nhau.
Trong số các sáng kiến từ thiện khác, Macharia đã khởi động Dự án Lollipop, một sáng kiến an toàn đường bộ công cộng, tập hợp Nairobi County, một số trường thành phố và các tập đoàn hàng đầu để cung cấp cho các trường học Nairobi các nhân viên bảo vệ cho các em khi đi qua đường (các nhân viên này được các em gọi là "lollipop").